# هيثانية

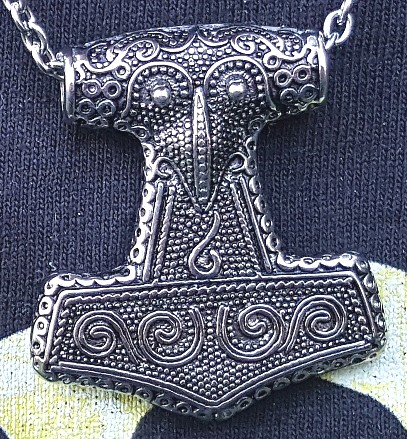

الهيثانية، المعروفة أيضاً باسم الوثنية الجرمانية المعاصرة، أو الوثنية الجرمانية الجديدة، هي ديانة وثنية حديثة. يُصنفها علماء الدراسات الدينية على أنها حركة دينية جديدة. ظهرت الهيثانية في أوروبا خلال أوائل القرن العشرين، يقتدي ممارسوها بأنظمة المعتقدات السابقة للمسيحية التي تخص الشعوب الجرمانية من العصر الحديدي والعصور الوسطى المبكرة. في محاولة لإعادة بناء أنظمة المعتقدات السابقة هذه، تستخدم الهيثانية الأدلة التاريخية والأثرية والفولكلورية الباقية كأساس لذلك، على الرغم من أنّ النهج المُتبع في هذا الصدد يختلف اختلافاً كبيراً.
لا تمتلك الهيثانية لاهوتيةً موحدة ولكنها تؤمن بتعدد الآلهة، وتتمركز حول مجموعة من الآلهة في الميثولوجيا الاسكندنافية السابقة للمسيحية. تتبنى هذه العقيدة وجهات نظر كونية من هذه المجتمعات الماضية، بما في ذلك النظرة الروحية للكون الذي يمتلئ فيه العالم الطبيعي بالأرواح. يتم تكريم الآلهة والأرواح خلال طقوس قربانية معروفة باسم بلوت حيث يتم تقديم الطعام والشراب لهم. وغالباً ما يكون هذا مصحوباً بوليمة تتمثل في شرب الكحول نخب الآلهة. ينخرط بعض الممارسين أيضاً في طقوس تهدف إلى إحداث تغييرٍ في حالة الوعي وتحفيز الرؤى، أبرزها ما يُعرف باسم سيرور وغالدير، بقصد اكتساب الحكمة والنصيحة من الآلهة. على الرغم من أنّ العديد من الممارسين المنفردين يعتنقون الدين بأنفسهم، إلا أنّ أفراد المجتمع الهيثاني غالباً ما يتجمعون في مجموعاتٍ صغيرة، معروفة عادةً باسم العشائر أو المواقد، لممارسة شعائرهم في الهواء الطلق أو في مباني شيدت خصيصاً لذلك. تؤكد النظم الأخلاقية الهيثانية على الشرف والنزاهة الشخصية والولاء، بينما تتنوع المعتقدات الخاصة بالحياة الآخرة ونادراً ما يتم التأكيد عليها.
يهتم جانبٌ مركزيٌ داخل الحركة الهيثانية بقضية العِرق. تتبنى بعض المجموعات وجهة النظر «الكونية» التي تنص على أنّ الدين مفتوحٌ للجميع، بغض النظر عن الهوية العرقية أو الإثنية. بينما يتبنى البعض الآخر موقفاً عنصرياً - غالباً ما يطلق عليه اسم «الشعبوية» داخل المجتمع - من خلال النظر إلى الهيثانية كدينٍ عرقيٍ أو إثني له صلاتٌ متأصلةٌ بالعرق الجرماني بحيث يكون حصرياً لأشخاص من الأصلٍ الأوروبي الشمالي أو البيض بشكل عام. يجمع بعض الهيثانيين الشعبويين بين الدين مع وجهات النظر العنصرية الصريحة، وسيادة البيض، واليمين المتطرف، على الرغم من أنّ العديد من الهيثانيين ينبذون هذه الوجهات. في حين يُستخدم مصطلح الهيثانية على نطاق واسع لوصف الدين ككل، تفضل العديد من المجموعات استخدام تسميات مختلفة، التي تتأثر يتركزهم الإقليمي وتفضيلاتهم الإيديولوجية. حيث يستحدم الهيثانيون الذين يُركزون على المصادر الاسكندنافية أحياناً اسم آسيترو أو فينترو أو فورن سيد؛ في حين يستخدم الممارسون الذين يُركزون على التقاليد الأنجلوسكسونية اسم فيرزيدو أو الثيادية؛ ويستخدم أولئك الذين يُركزون على التقاليد الألمانية اسم الإرمانية؛ ويميل الهيثانيون الذين يعتنقون وجهات النظر الشعبية واليمينية المتطرفة إلى تفضيل مصطلح الأودينية، أو الوتانية، أو الودانية، أو الأودالية. 
انبثقت أصول الدين في الحركة الرومانسية في القرن التاسع عشر وأوائل القرن العشرين التي تُمجّد معتقدات المجتمعات الجرمانية السابقة للمسيحية. في تلك الفترة، تطورت مجموعاتٌ منظمةٌ تُبجّل الآلهة الجرمانية في ألمانيا والنمسا. كانت هذه المجموعات جزءً من الحركة الشعبوية وقدمت عادةً تفسيراً عنصرياً للدين، مما أدى إلى انحلال الحركة إلى حدٍ كبير بعد هزيمة ألمانيا النازية في الحرب العالمية الثانية. في السبعينيات، ظهرت مجموعاتٌ هيثانية جديدة في أوروبا وأمريكا الشمالية، وتطورت لتصبح منظماتٍ رسمية بهدف ترويج عقيدتها. في العقود الأخيرة، كانت الحركة الهيثانية موضوع الدراسة الأكاديمية الرئيسي للباحثين النشطين في مجال الدراسات الوثنية. تشير التقديرات العلمية إلى أنّ عدد الهيثانيين لا يزيد عن 20000 شخص في جميع أنحاء العالم، مع وجود مجتمعات من الممارسين النشطين في أوروبا والأمريكتين وأستراليا. 

## التعريف
يصنف باحثوا الدراسات الدينية الهيثانية كحركة دينية جديدة، وبشكلٍ أكثر تحديداً كنوعٍ من إعادة الإعمار للحركة الوثنية الحديثة. تم تعريف الهيثانية على أنها «حركة دينية وثنية جديدة واسعة ومعاصرة مستوحاة بوعي من المجتمعات الجرمانية لغوياً وثقافياً (وفي بعض التعريفات) عرقياً من العصر الحديدي والعصور الوسطى المبكرة لأوروبا كما كانت موجودة قبل التنصير،» ويتم تعريف الهيثانية أيضاً «كحركة لإحياء و/أو إعادة تفسير الممارسات ووجهات النظر العالمية السابقة لظهور الثقافات المسيحية في شمال أوروبا (أو بشكلٍ خاص الثقافات الناطقة باللغات الجرمانية).»
يسعى الممارسون إلى إحياء أنظمة المعتقدات السابقة عن طريق استخدام المصادر التاريخية المتبقية. تضم المصادر التاريخية المستخدمة النصوص الإسكندنافية القديمة المُرتبطة بأيسلندا مثل إيدا النثرية وإيدا الشعرية، والنصوص الإنجليزية القديمة مثل قصيدة بيوولف، والنصوص الألمانية الوسطى العليا مثل قصيدة نيبلونجنليد. يتبنى بعض الهيثانيون أيضاً أفكاراً من الأدلة الأثرية لأوروبا الشمالية السابقة للمسيحية والفولكلور النابع من فترات لاحقة من التاريخ الأوروبي. يُشير العديد من الهيثانيين إلى هذه المصادر باسم «المعرفة التقليدية» وتُعتبر دراستها جزءً مهماً من دينهم. ومع ذلك، ما زالت بعض المصادر النصية تُثير المشاكل كوسيلةٍ «لإعادة بناء» أنظمة المعتقدات السابقة للمسيحية، لأنها كُتبت من قبل المسيحيين ولا تُناقش سوى الدين السابق للمسيحية بطريقة مجزأة ومنحازة. تصف عالمة الأنثروبولوجيا جيني بلاين الهيثانية بأنها «دينٌ مبنيٌ من أسسٍ مُجزأة،» بينما يصف باحث الدراسات الدينية مايكل سترميسكا معتقداتها بأنها «مليئة بالشكوك والارتباك التاريخي،» وبالتالي بصفها بأنها حركة خاصة بمرحلة ما بعد الحداثة.
تختلف الطرق التي يستخدم فيها الهيثانيون المصادر التاريخية والأثرية؛ يسعى البعض إلى إعادة بناء المعتقدات والممارسات السابقة بأكبر قدرٍ ممكن من الدقّة، في حين أنّ البعض الآخر يختبر هذه المصادر بانفتاحٍ ويحتضن الابتكارات الجديدة. على سبيل المثال، يقوم البعض بتكييف ممارساتهم وفقاً لـ «معارف روحية شخصية غير مُثبتة» اكتسبوها من خلال التجارب الروحية. يتبنى آخرون مفاهيم مُستوحاةٍ من الديانات الإثنية المُتبقية حول العالم، فضلاً عن تقاليد تعدد الآلهة الحديثة مثل الديانة الهندوسية والإفريقية الأمريكية، حيث يعتقدون أنّ ذلك يُساعد في بناء وجهات نظرٍ روحية عالمية قريبة من تلك التي كانت موجودة في أوروبا السابقة للتنصير. ينتقد بعض الممارسين، الذين يُؤكدون على النهج الذي يعتمد حصرياً على المصادر التاريخية والأثرية، هذه الممارسات، ويُشوهون سمعة من يمارسونها عن طريق وصفهم بمصطلح «الهيثانيون الجدد» التحقيري.
يبحث بعض الهيثانيون عن العناصر المشتركة الموجودة في جميع أنحاء أوروبا الجرمانية خلال العصر الحديدي والعصور الوسطى المبكرة، عن طريق استخدام تلك العناصر كأساسٍ لمعتقداتهم وممارساتهم المعاصرة. بالمقابل، يستلهم آخرون أفكارهم من المعتقدات والممارسات الخاصة بمناطق جغرافية محددة والفترات المتسلسلة زمنياً داخل أوروبا الجرمانية، مثل إنجلترا الأنجلوسكسونية أو أيسلندا خلال عصر الفايكنغ. يتمتع بعض الأتباع بمعرفةٍ عميقةٍ بخصوصيات المجتمع الأوروبي الشمالي في العصر الحديدي وفترات العصور الوسطى المبكرة، على الرغم من أنّ معظم الممارسين يكتسبون معلوماتهم عن الماضي السابق للمسيحية بشكلٍ أساسيٍ من الأدب الخيالي والروايات الشعبية عن الأساطير الإسكندنافية. يتمتع الكثيرون بوجهة نظرٍ رومانسية عن هذا الماضي، وأحياناً يُساهمون في ترسيخ المفاهيم الخاطئة حوله. تُشير عالمة الاجتماع الديني جينيفر سنوك إلى أنّ العديد من الممارسين «يسترجعون عصراً أكثر ملحمية، عفا عليه الزمن، من الأسلاف والأبطال.»
يقترح عالم الأنثروبولوجيا مورفي بيتزا امكانية فهم الهيثانية على أنها «تقليدٌ مبتكر.» وكما يقول الباحث في الدراسات الدينية فريدريك غريغوريوس، وعلى الرغم من حقيقة «عدم وجود استمرارية حقيقية» بين الهيثانية وأنظمة المعتقدات السابقة للمسيحية في أوروبا الجرمانية، فغالباً ما يكره الممارسون الهيثانيون أن يتم اعتبارهم أتباع «دينٍ جديد» أو «ابتكارٍ حديث» وبالتالي يُفضلون تصوير دينهم على أنه «إيمانٍ تقليدي.» يتجنب العديد من الممارسين استخدام مُصطلح «إعادة الإعمار» العلمي وغير الوظيفي لوصف ممارساتهم، ويُفضلون وصفها بأنها «ديانةٌ أصلية» مع وجود شبهٍ مع أنظمة المعتقدات التقليدية للشعوب الأصلية حول العالم. لإضفاء طابعٍ من الأصالة، يحاول بعض الهيثانيون –وخاصة في الولايات المتحدة– الترويج لأنفسهم كضحايا للاستعمار المسيحي في العصور الوسطى والإمبريالية. وجد مسحٌ أجري عام 2015 للمجتمع الهيثاني أنّ عدد الممارسين (36٪) الذين ينظرون لدينهم كإعادة إعمار يُعادل عدد أولئك الذين اعتبروه استمراراً مباشراً لنظم المعتقدات القديمة؛ بينما اعترف 22 ٪ فقط أنه دينٌ حديث ولكنه مستوحى من التاريخ، على الرغم من أنّ هذا كان التفسير السائد بين الممارسين في بلدان الشمال الأوروبي.